# Dorfkirche Groß Lübbenau
Die Dorfkirche Groß Lübbenau war eine evangelische Kirche im Dorf Groß Lübbenau, südöstlich von Lübbenau/Spreewald in Brandenburg. Sie wurde im Zuge der teilweisen Devastierung des Dorfes im Jahr 1988 gesprengt.

## Geschichte
Bereits im Jahr 1550 gab es in Groß Lübbenau eine Kirche. Zwischen 1821 und 1824 erfolgte ein Neubau im klassizistischen Stil nach Plänen von Carl August Benjamin Siegel, am 15. November 1824 wurde das Gebäude eingeweiht. Das Kirchenschiff hatte einen achteckigen Grundriss und ein Zeltdach, im Osten schloss sich ein gerader Chor an. Der Kirchturm stand seitlich neben dem Schiff. Als der südliche Teil von Groß Lübbenau für den Tagebau Seese-Ost devastiert wurde, musste auch die Kirche dem Tagebau weichen. Der letzte Gottesdienst fand am 5. Oktober 1986 statt, am 14. April 1988 wurde die Kirche gesprengt.
Im erhaltenen Teil von Groß Lübbenau wurde am 21. Mai 1987 ein schlichter Ersatzneubau eingeweiht. Aus der alten Kirche blieben einige Ausstattungsstücke erhalten, darunter ein aus dem Jahr 1824 stammender Altaraufsatz mit dem nazarenischen Gemälde „Gang nach Emmaus“ und die Taufe. Auch das im 18. Jahrhundert entstandene hölzerne Altarkruzifix, die Kanzel, ein Taufengel aus dem 18. Jahrhundert und zwei Glocken von 1930 blieben so vor Ort. In dem neuen Kirchenbau ist auch ein Model des ehemaligen Gebäudes ausgestellt.
Ein Grabmal der 1627 im Kindesalter verstorbenen Juliana von Wolffersdorf, Tochter des wohledlen und gestrengen Ulrich von Wolffersdorf wurde in die Kirche St. Nikolai nach Lübbenau umgesetzt.